# Catasetum longifolium
Catasetum longifolium är en orkidéart som beskrevs av John Lindley. Catasetum longifolium ingår i släktet Catasetum och familjen orkidéer. Inga underarter finns listade i Catalogue of Life.

## Bildgalleri

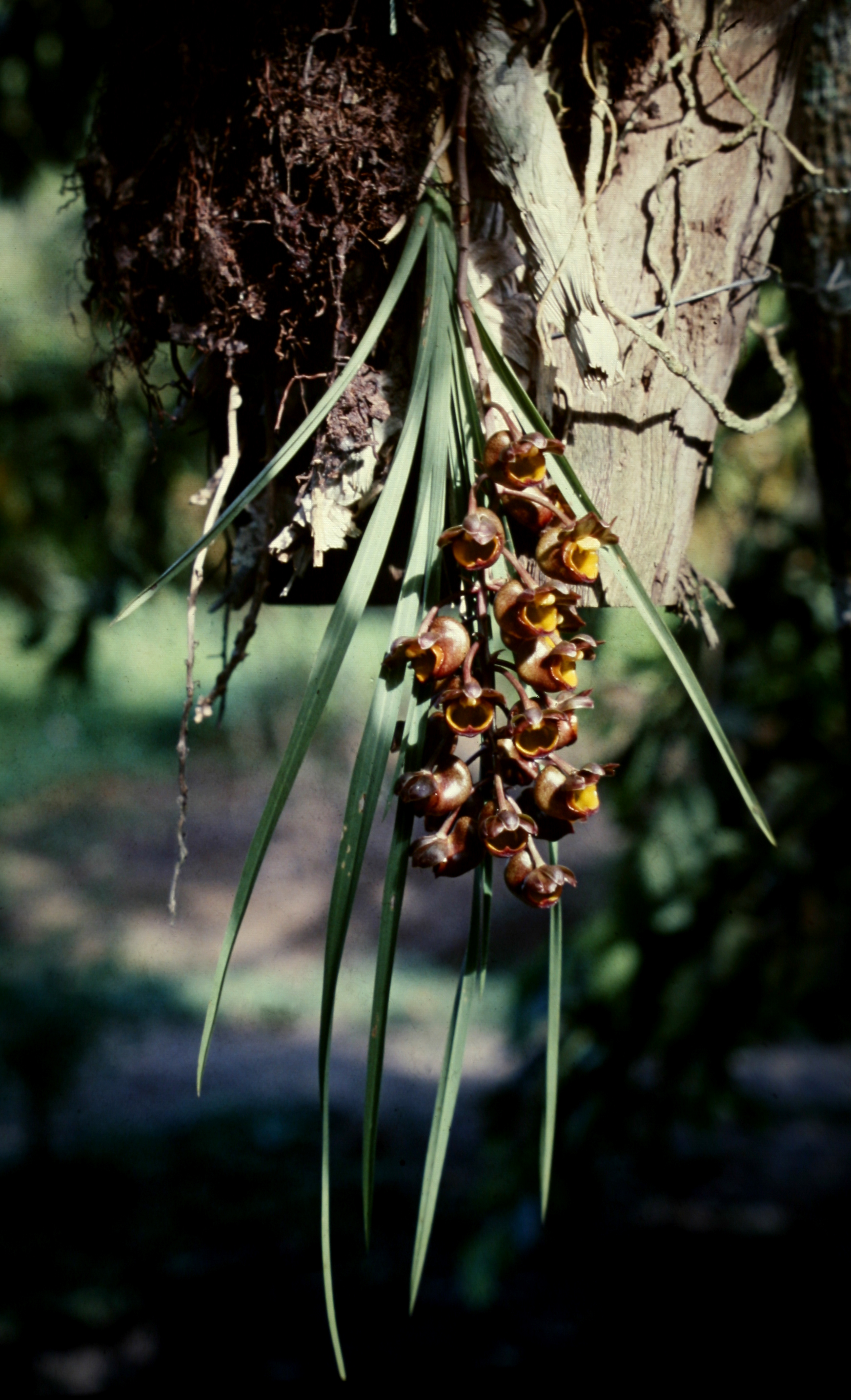
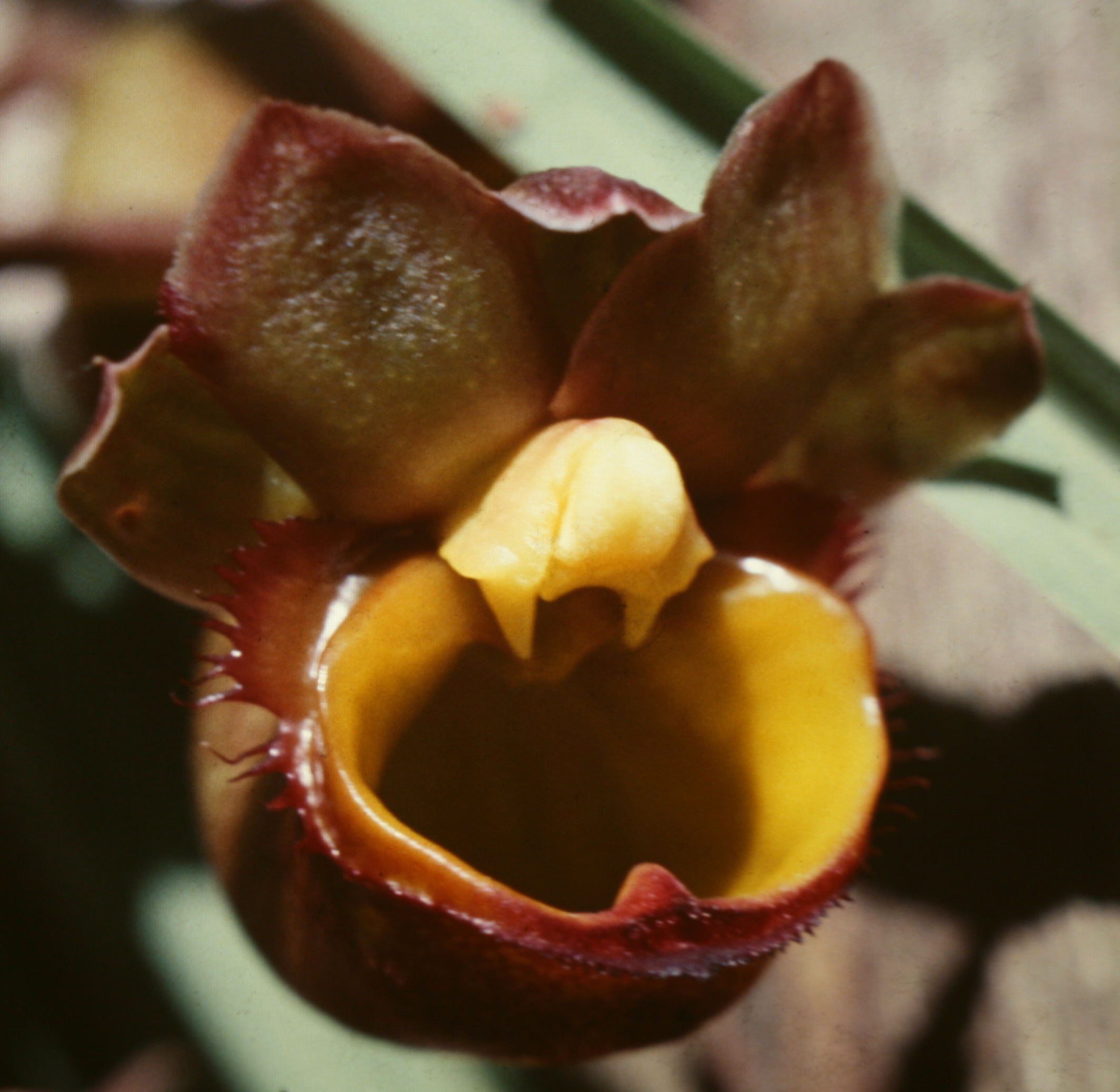
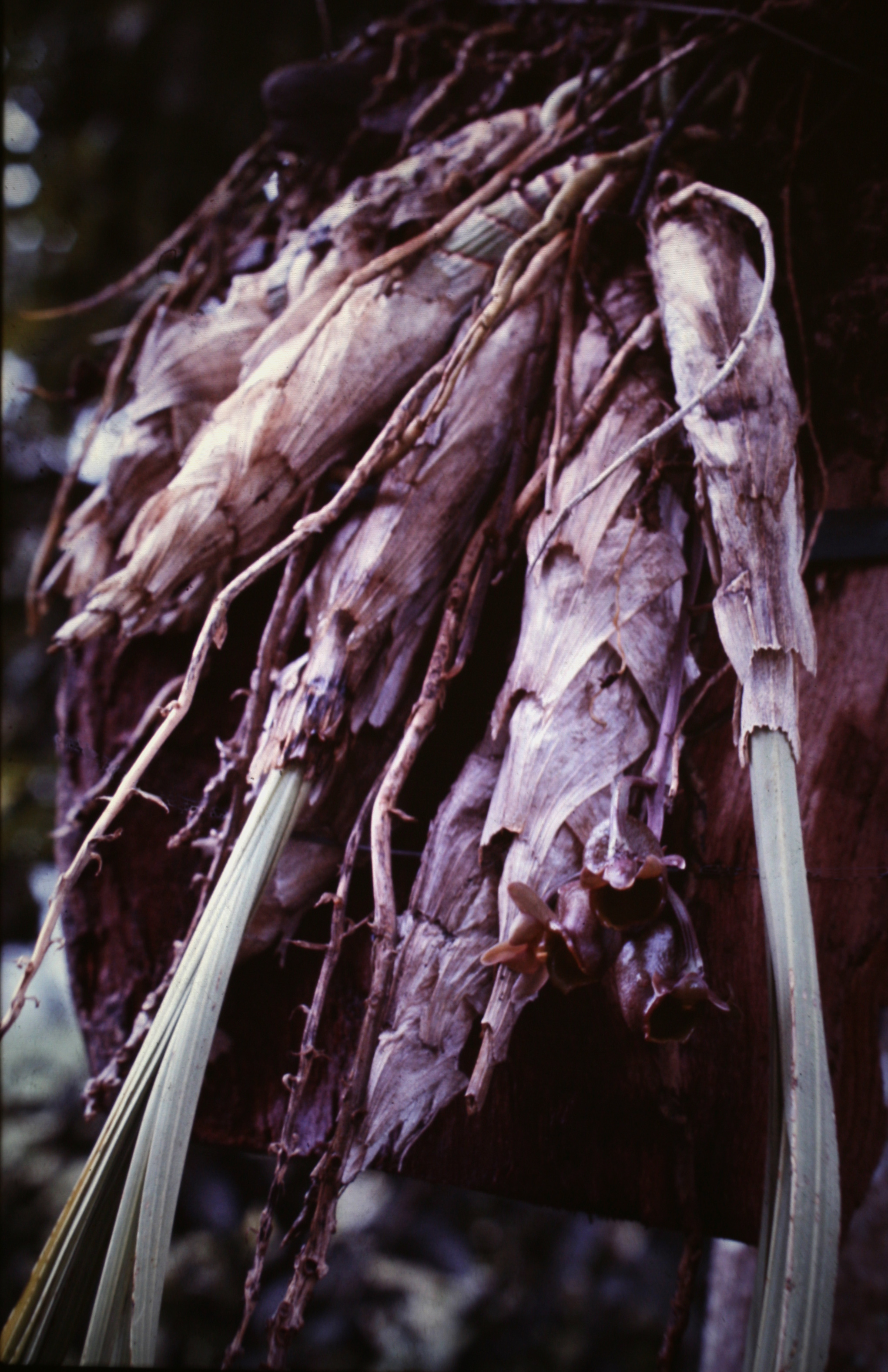
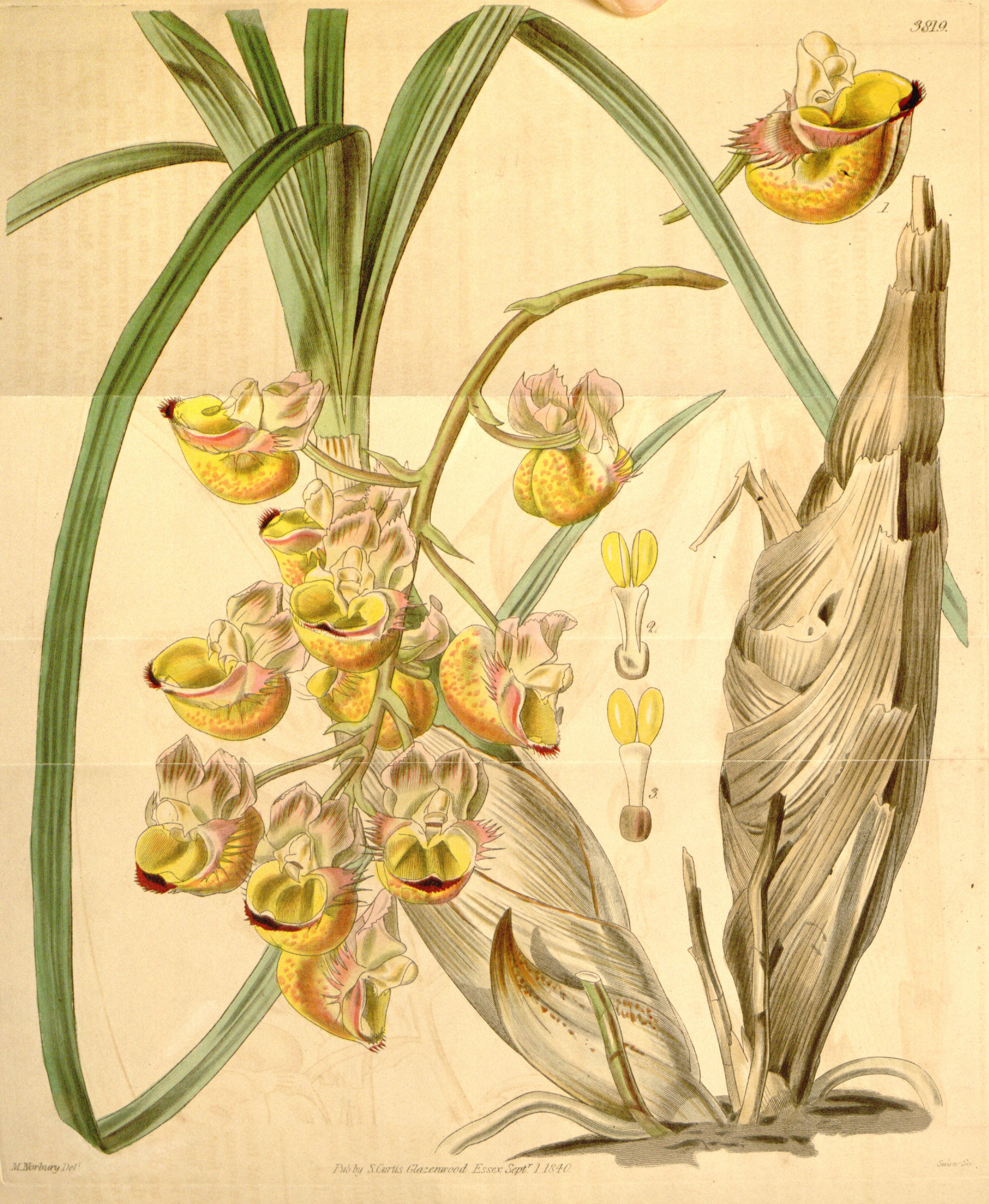